# Massive Aggressive
Massive Aggressive è il quarto album discografico in studio del gruppo musicale thrash metal Municipal Waste, pubblicato nel 2009.

## Tracce
1. Masked by Delirium – 1:56
2. Mech-Cannibal – 2:20
3. Divine Blasphemer – 1:58
4. Massive Aggressive – 1:41
5. Wolves of Chernobyl – 2:29
6. Relentless Threat – 2:37
7. The Wrath of the Severed Head – 1:46
8. Upside Down Church – 2:29
9. Shredded Offering – 2:28
10. Media Skeptic – 1:32
11. Horny for Blood – 1:37
12. Wrong Answer – 2:32
13. Acid Sentence – 3:01

## Formazione
- Tony Foresta - voce
- Ryan Waste - chitarra, voce
- Land Phil - basso, voce
- Dave Witte - batteria